# The Ichinose Family’s Deadly Sins
The Ichinose Family's Deadly Sins (japanisch 一ノ瀬家の大罪 Ichinose-ke no Taizai) ist eine Manga-Serie von taizan5, die 2022 und 2023 in Japan erschien.

## Inhalt
In einem Unfall während einer gemeinsamen Reise verlieren der Mittelschüler Tsubasa Ichinose und der ganze Rest seiner Familie ihr Gedächtnis. Als er im Krankenhaus aufwacht, wird er von seiner kleinen Schwester Shiori, seinen Eltern und seinen Großeltern begrüßt, die sich bereits mit der Situation auseinandergesetzt haben. Sie alle sind einander fremd und müssen sich neu kennenlernen. Da sie körperlich gesund zu sein scheinen, führt der Arzt die Amnesie auf einen Schock zurück. Da sie alle keine Erinnerungen mehr haben, können sie sich auch nicht gegenseitig helfen. Der Versuch, einander erfundene Geschichten zu erzählen, um zumindest etwas Gemeinsamkeit zu schaffen, führt sie auch nicht weiter. Shiori macht sich die größten Sorgen und grenzt sich von den anderen ab. Also kehren sie nach Hause in ihren Alltag zurück in der Hoffnung, dass ihre Erinnerungen zurückkehren oder sie zumindest mehr über ihre Vergangenheit lernen. Doch ihre Familienverhältnisse stellen sich bald als komplizierter heraus, als es zunächst scheint. Das Wohnzimmer ist vermüllt und jeder hat ein eigenes, verschlossenes Zimmer. Als Tsubasa in die Schule zurückkehrt, wird er dort von allen gemieden.

## Veröffentlichung
Der Manga erschien zunächst in Fortsetzung im Magazin Shūkan Shōnen Jump des Verlags Shūeisha. Dieser brachte die Kapitel auch gesammelt in sechs Bänden heraus. Auf Deutsch erschien die Serie von Juni 2024 bis April 2025 vollständig beim Carlsen Verlag unter dem Label Hayabusa. Die Übersetzung stammt von Gandalf Bartholomäus. Eine englische Fassung erschien bei Viz Media und eine italienische bei Planet Manga.